# 小谷あたる
小谷 あたる（こたに あたる）は、日本の漫画家。旧ペンネームはざちお。
神谷浩史・小野大輔のDearGirl～Stories～に新しいペンネームを考えてくれと、ふつストを出したところ、メインパーソナリティの小野大輔の「小」。神谷浩史の「谷」。そしてその日ゲストで来ていた中村悠一の「中」を合わせて小谷中の中を平仮名読みで「あたる」とし小谷あたるとなった。

## 作品リスト
- 眠り姫のはぐはぐ（COMIC SEED!→WEBコミックハイ!、全2巻）
- まかないこむすめ（シルフ、全2巻）
- はねむす（ざちお名義、1巻）
- 早乙女寮別館ものがたり（まんがタイムスペシャル）